# Chapelle Taitbout
La chapelle Taitbout, aujourd'hui église évangélique baptiste coréenne de Paris (EEBCP), en hangeul : 빠리침례교회 ; litt. « Église baptiste de Paris », est un lieu de culte situé 42 rue de Provence dans le 9e arrondissement de Paris.
La chapelle ouvre dans les années 1830 et rassemble une partie de la haute société protestante acquise à la cause du Réveil. En 1921, elle est transformée en salle centrale de l'Armée du salut, et est depuis 2000 une église membre de la Fédération des Églises évangéliques baptistes de France.

## Architecture

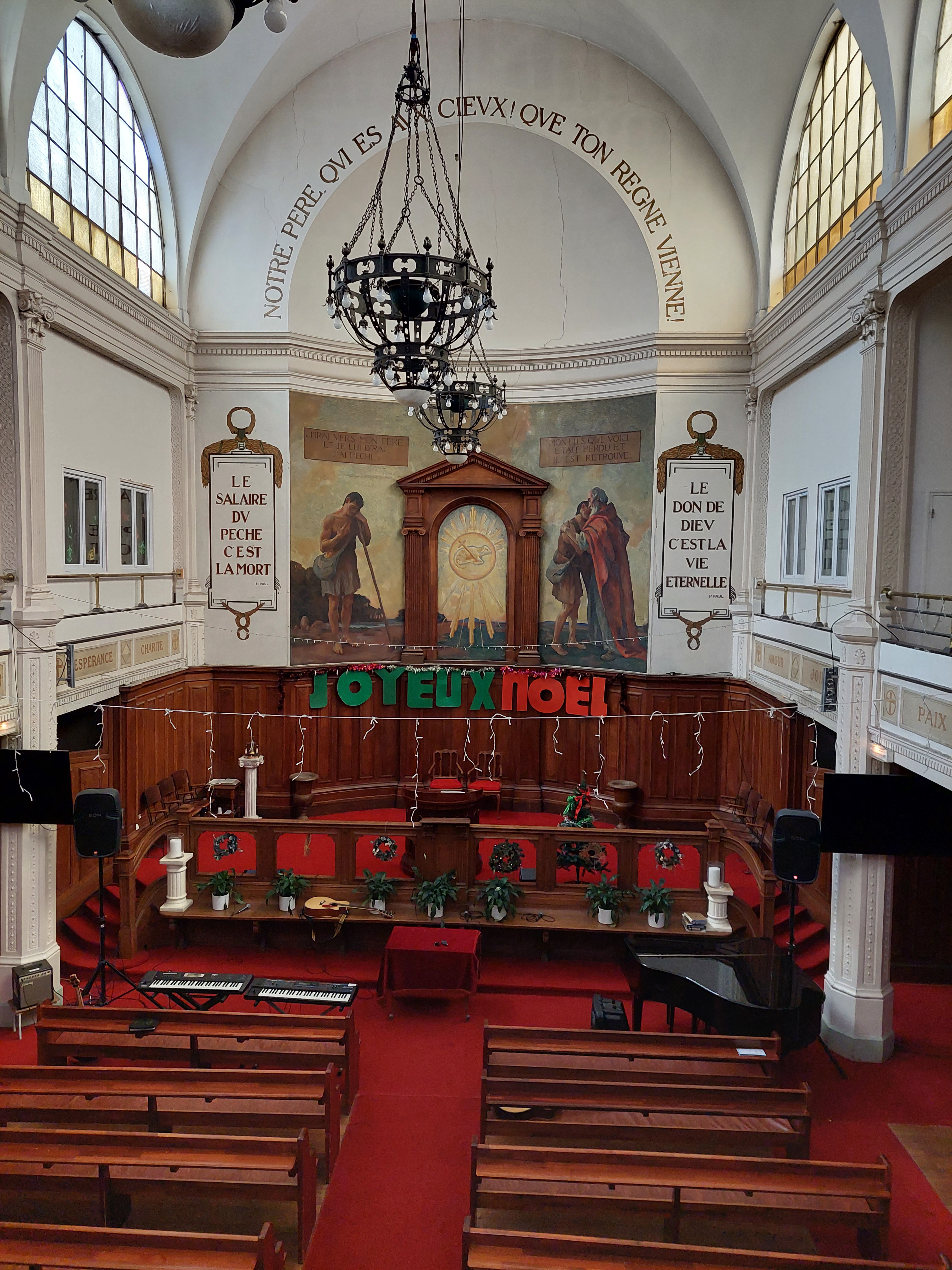
Nef de la rue Taitbout, fin 2023.

L'église est situé dans un immeuble à a façade néoclassique, au premier étage. La salle principale, de forme rectangulaire avec galerie, est éclairée par une grande verrière zénithale. Le chœur est séparé de la nef par une balustrade en bois. L'abside en cul-de-four est décorée d'une fresque illustrant la parabole du Fils prodigue, avec deux citations en lettres capitales « J'irai vers mon père et je lui dirai mon pêché » et « Mon fils que voici était perdu et il est retrouvé. ». A gauche est inscrit dans un cadre « Le salaire du pêché c'est la mort. St Paul » et à droite « Le don de Dieu c'est la vie éternelle. St Paul ». Au dessus de l'abside, est inscrit « Notre Père qui est au cieux ! Que ton règle vienne ! ». Une frise fait le tour de la salle, avec à droite les mots Amour, Joie, Pais, Patience, Bonté, Fidélité, au fond Douceur, Le monde pour Dieu !, Justice, à gauche, Charité, Espérance, Foi, Courage, Zèle, Vérité. Un vitrail ferme avec une rosace, sous laquelle est écrit « Frères, que tout ce qui est vrai, tout ce qui est respectable, tout ce qui est juste, tout ce qui est pur, tout ce qui est aimable, tout ce qui est honorable, tout ce qui est vertu, tout ce qui est un éloge, soit l'objet de vos pensées. Epitre aux Corinthiens, Chap. 5 - Vers. 8 »

## Histoire

### Contexte historique
L'ouverture de la chapelle Taitbout se fait dans le contexte du Réveil protestant parisien du XIXe siècle. Dès les années 1820, un vent de renouveau souffle sur le protestantisme français, notamment en provenance de Genève où le Réveil a déjà commencé. Les pasteurs Jean Monod et son fils Frédéric Monod, Henri François Juillerat , Henri Pyt en sont les porteurs soit dans les locaux d'une annexe du temple protestant de l'Oratoire du Louvre soit dans les salons de certains membres de la bourgeoisie protestante parisienne. D'autre part, le pasteur Henri Grandpierre tient des services religieux revivalistes à la Maison des missions à partir de 1827. Le climat de liberté qui fait suite à la Révolution de 1830 permet la réunion de ces deux groupes de revivalistes parisiens. C'est dans cette chapelle qu'ont débuté les chants religieux que beaucoup d'églises protestantes chantent encore aujourd'hui, avec la toute première édition des Chants chrétiens de Taitbout, publiée par Henri Lutteroth,.

### Création de la chapelle Taitbout
Issue du rapprochement des deux groupes revivalistes parisiens, la chapelle est ouverte en octobre 1830 rue Taitbout (d'où son nom) et propose des cultes le dimanche après-midi afin de ne pas concurrencer celui des paroisses protestantes officielles. Le premier pasteur, ou plus exactement le premier directeur de l’œuvre d'évangélisation, car il ne s'agissait pas de fonder une nouvelle paroisse, est Joël Audebez. Les formes traditionnelles des cultes y sont bousculées, la robe pastorale est boudée, de nouveaux cantiques piétistes, souvent issus du Réveil britannique, y sont chantés en plus des anciens psaumes de la Réforme. C'est là que naquit en 1834 le premier recueil français de cantiques du Réveil, Les Chants chrétiens.
Le succès de cette formule est vite important et les personnalités les plus hautes s'y pressent : William Henry Waddington, l’amiral Verhuell, le pasteur Edmond de Pressensé, la fille de Madame de Staël, Albertine, épouse du duc de Broglie, Victor de Pressensé, le comte Pellet de la Lozère, le banquier Jules Mallet et son épouse née Émilie Oberkampf, Henri Lutteroth, Rosine de Chabaud-Latour.
Le pasteur Henri Grandpierre en devient rapidement le principal prédicateur. Ses sermons sobres et clairs ont beaucoup d'impact.
Le local change plusieurs fois tout en gardant le nom de sa localisation initiale. En 1831, la chapelle déménage Boulevard des Italiens, puis revient rue Taitbout en 1833, au numéro 9, où elle occupe un ancien local saint-simoniens.

### Transformation en paroisse
À partir de 1839, l'esprit qui anime la chapelle Taitbout change. Un nouveau comité est nommé, de nouveaux pasteurs comme Émile Bridel ou Edmond de Pressensé sont appelés et un nouveau déménagement est décidé car la chapelle est devenue trop petite.
La nouvelle chapelle, construite cette fois pour les besoins de la communauté, est située non loin de la précédente, au 42 rue de Provence, dans un bâtiment qui a appartenu aux saints-simoniens, mais elle conserve le nom de Chapelle Taitbout. Elle est ouverte le 3 mai 1840. Le lieu de culte est situé à l'étage, au bout d'un long couloir. La façade néoclassique souligne l'aisance des fondateurs de cette église indépendante, bénéficiant du soutien financier d'une élite protestante aristocratique ou bourgeoise. Le pasteur Grandpierre se retira, soulignant ainsi le changement d'époque vécu par la chapelle.
En 1850, la chapelle Taitbout adhère à l'Union des Églises évangéliques de France, aussi appelées "Églises libres", parce qu'indépendantes de l'Etat dans le cadre régime concordataire français. Le pasteur Eugène Bersier fonde en 1868 l'église réformée de l'Étoile (avenue de la Grande-Armée, dans un quartier en pleine construction à l'époque), qui est au départ conçue comme une annexe semi-autonome de la chapelle Taitbout, où Eugène Bersier continue à officier.

### Réutilisation des bâtiments
En 1921, la chapelle du 42 rue de Provence est cédée à l'Armée du salut qui en fait une salle d'évangélisation ,.
En 2000, elle est acquise par l'église évangélique baptiste coréenne de Paris,,,.